# Jonathan Freeman (Politiker)
Jonathan Freeman (* 21. März 1745 in Mansfield, Colony of Connecticut; † 20. August 1808 in Hanover, New Hampshire) war ein US-amerikanischer Politiker. Zwischen 1797 und 1801 vertrat er den Bundesstaat New Hampshire im US-Repräsentantenhaus.

## Werdegang
Jonathan Freeman war der Onkel von Nathaniel Freeman (1766–1800), der von 1795 bis 1799 für den Staat Massachusetts im Kongress saß. Er besuchte die öffentlichen Schulen seiner Heimat und zog im Jahr 1769 nach Hanover in New Hampshire, wo er in der Landwirtschaft tätig wurde. In seiner neuen Heimatstadt war er Stadtschreiber und Friedensrichter. Zwischen 1789 und 1797 war er auch Gemeinderat.
Freeman war Mitglied der Föderalistischen Partei. Zwischen 1787 und 1789 war er Abgeordneter im Repräsentantenhaus von New Hampshire; von 1789 bis 1794 gehörte er dem Staatssenat an. Im Jahr 1791 war Freeman Delegierter auf einer Versammlung zur Überarbeitung der Staatsverfassung. Außerdem wurde er Mitglied des Staatsrates (State Council). Von 1793 bis zu seinem Tod im Jahr 1808 war er Leiter (Overseer) des Dartmouth College. An dieser Hochschule verwaltete er auch über 40 Jahre die Finanzen.
Bei den Kongresswahlen des Jahres 1796, die staatsweit abgehalten wurden, wurde Freeman für das zweite Abgeordnetenmandat von New Hampshire in das US-Repräsentantenhaus gewählt. Dort trat er am 4. März 1797 die Nachfolge von Nicholas Gilman an. Nach einer Wiederwahl im Jahr 1798 konnte er bis zum 3. März 1801 zwei Legislaturperioden im Kongress absolvieren. Danach arbeitete er wieder in der Landwirtschaft. Jonathan Freeman starb am 20. August 1808 in Hanover und wurde dort auch beigesetzt.